# نیکولسک (شهرستان تاتیشلینسکی، باشقیرستان)
نیکولسک (انگلیسی: Nikolsk, Tatyshlinsky District, Republic of Bashkortostan) یک شهرک در شهرستان تاتیشلینسکی استان باشقیرستان کشور روسیه است.